# Санія (опера)
«Санія» (тат. Сания) — перша опера татарською мовою написана спільно композиторами Султаном Габяші, Газізом Альмухаметовим і Василем Виноградовим в 1925 році в Казані.

## Історія створення
У 1922 році Газіз Альмухаметов, будучи одним з найпопулярніших співаків і музикантів у мусульманської публіки початку XX століття, приїжджає в Казань, щоб знайти однодумця зі створення першої опери на татарській мові. При цьому, артист сам почав готувати текстовий матеріал для майбутньої опери, написавши поему про кохання простої селянської дівчини Саніі і джигіта Зії, що живе в їхніх серцях, незважаючи на заборони, соціальну нерівність і забобони. Потім він поділив її на сюжетні частини, підібравши для кожної з них певний народний наспів.
Чи не єдиною людиною, до якого Газіз Альмухаметов міг звернутися з ідеєю створення першої татарської опери, був Султан Габяші — відомий татарський композитор початку 1920-х років.
У той час Султан Габяші працював викладачем в Казанському східному музичному технікумі. У цьому ж навчальному закладі працював і Василь Виноградов, російський композитор і скрипаль, який мав досвід створення музичних творів, заснованих на татарському і башкирському фольклорі — ще один з майбутніх творців опери.
Спочатку Габяші скептично поставився до ідеї написання опери на основі 10–15 народних мелодій, вважаючи, що необхідно вибудувати особливу композицію, зробити оркестрову партитуру. Проте, при наступному приїзді Альмухаметова в Казань в 1923 році, Габяші вже був готовий до тісної творчої співпраці.
Робота авторів почалася з поділу опери на дії і написання увертюри. Оперу вирішили створювати на основі фольклорного матеріалу з вплетенням авторської музики. На цьому етапі велику допомогу надав письменник Фатіх Амірхан. У його квартирі на Великій Червоній вулиці проходили багатогодинні обговорення майбутньої опери, прослуховувалися музичні та вокальні епізоди, коректувався текст лібрето.
Для гармонизации и оркестровки произведения по обоюдному согласию пригласили Василия Виноградова.
|  | Работа велась следующим образом: мы приносили ему черновой вариант, он делал гармонизацию и клавир для двух роялей. Если это одобрялось, приступал к оркестровке, а потом мы втроем обсуждали написанное. Если считали удачным — оставляли в том же виде, если нет — переделывали и давали «добро» на окончательную оркестровку. Виноградову не разрешалось исправлять написанные нами мелодии, только инструментальные фрагменты. Например, в связках между вокальными номерами или местах активного сценического действия он с нашего согласия мог добавлять свою музыку — Із спогадів Султана Габяші |

Номери з першої частини опери, показані на різних концертах, мали великий успіх у слухачів і позитивну пресу. Проте автори, визнавши перший акт занадто великим, розділили його на два акти.
Серед солістів опери «Санія» також були учні вокального класу Казанського східного музичного технікуму. Це Разія Садикова (молодша сестра Сари Садикової) і Зюгра Байрашева.
У квітні-травні 1925 року проходила підготовка до постановки спектаклю — під керівництвом балетмейстера Юлія Муко ставилися балетні номери, музичний керівник опери Олександр Литвинов репетирував з оркестром, Султан Габяші розучував хорові партії, Василь Виноградов удосконалював оркестровку.

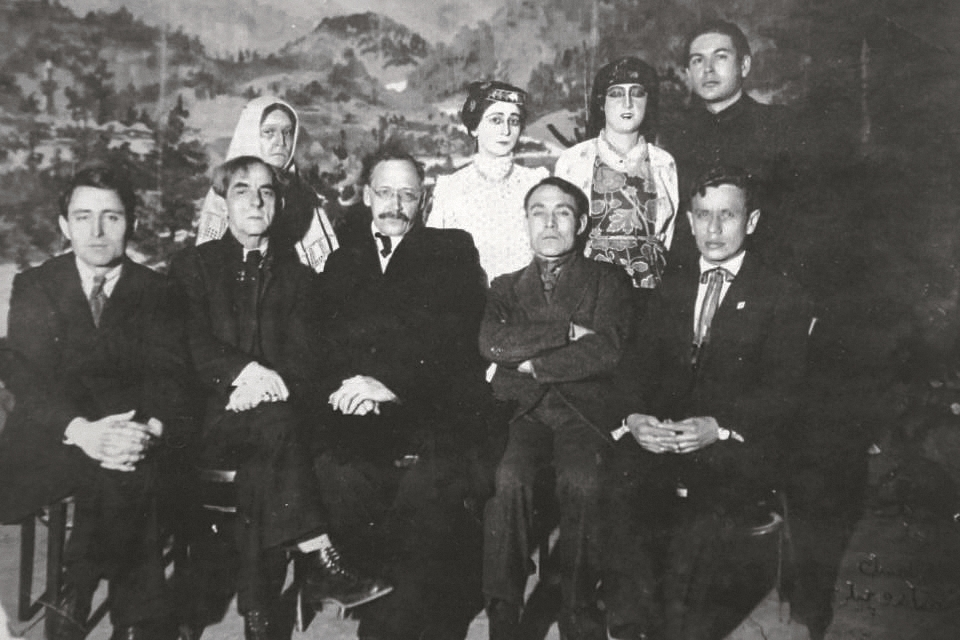
Творці і виконавці опери «Санія» (1925)

У створенні та виконанні опери «Санія» значну роль зіграв колектив Казанського східного музичного технікуму. Як виконавці (хор, оркестр і деякі співаки-солісти) виступили його учні. Очолив постановку директор і диригент симфонічного оркестру цього навчального закладу, відомий музикант Росії Олександр Литвинов. Його активними помічниками були артисти Татарського академічного театру.
Згодом музикознавці відзначали, що постановки опер «Санія» і «Ешче» стали можливими багато в чому завдяки гарному рівню підготовки татарських вокалістів і існуванню татарського хору в технікумі. До його складу входили учні, згодом відомі татарські співачки: Гульсум Сулейманова, Гайша Камаєва, Суфія Ахмадуліна.
В якості солістки в опері «Санія» також виступала Шамсенур Валєєва, яка закінчила Казанський музичний технікум.
Роль головної героїні спочатку передбачалося віддати студентці Московської консерваторії Сарі Садиковій. Слід особливо відзначити, що всі арії Саніі Султаном Габяші писалися насамперед з урахуванням вокальних даних Сари Садикової. Але, за сімейними обставинами співачка не змогла взяти участь у прем'єрному показі опери. Її замінила молодша сестра Разія — також обдарована виконавиця.

## Прем'єра опери
Прем'єра опери «Санія», перед початком якої схвильовано виступив письменник Галімжан Ібрагімов, пройшла 25 червня 1925 року в переповненому залі на сцені Оперного театру (сьогодні ця будівля Театру драми і комедії ім. К. Тінчуріна), в присутності гостей і представників зарубіжних делегацій, які приїхали на перший ювілей Татарській республіки.
Опера «Санія», незважаючи на критичні зауваження преси, отримала схвалення і викликала величезний інтерес у самих різних людей. Уряд республіки видав постанову про придбання права власності на цю оперу і виплати гонорару авторам. У союзній і зарубіжній пресі з'явилися відгуки на постановку «Санія». У Національному Архіві Республіки Татарстан в справі Олександра Литвинова зберігається лист редактора щотижневого музичного ілюстрованого додатку «Музичний тижневик» німецької газети «Берлінертагеблатт» від 17 червня 1925 року, в якому він просить надіслати матеріали (ноти, фотографії), що стосуються опери, для публікації їх в своєму виданні.

## Опера «Санія» в 1926–1932 роках
Постановником-режисером другої редакції опери став Газіз Айдарський. Роль Саніі виконала Сара Садикова.
|  | Главную роль в опере «Сания» С. Габяши написал специально для С. Садыковой, её чистого, льющегося, словно журчащий родник, голоса. Молодая певица с большим успехом выдержала экзамен перед казанской публикой и осталась в её памяти как создательница образа прекрасной девушки Сании — Із спогадів Фатіха Амірхана |

Безумовний успіх і загальне визнання надихнули Габяші, Альмухаметова і Виноградова на створення другої національної опери «Ешче», прем'єра якої відбулася в кінці лютого 1930 року.
Репресії не торкнулися Василя Виноградова, ймовірно, через похилий вік.
Тріумфальний хід перших татарських опер на сцені казанських театрів несподівано припинився в 1932 році, коли, не витримавши безпідставних звинувачень в контрреволюційності, пантюркізмі і «султангалеєвщині», місто і республіку назавжди покинув Султан Габяші. Трохи раніше в Уфу перебрався Газіз Альмухаметов.

## Доля авторів опери
На забуття музики опери, безумовно, вплинула трагічна доля їх творців і деяких виконавців.
В кінці 1930-х років влада Татарської АРСР, стривожена вкрай низькою відвідуваністю оперного театру, почала переговори з Султаном Габяші, який проживав в Уфі, про повернення його в республіку і нову постановку опери «Санія» в Казані. За дорученням Голови Президії Верховної Ради Татарської АРСР Галі Дінмухаметова їх вів відомий композитор Олександр Ключарьов. Лише почалася незабаром війна і раптова смерть Султана Габяші 8 січня 1942 року не дозволили цим планам здійснитися.
У 1938 році Газіз Альмухаметов, незмінного виконавця партії Зії, було заарештовано і розстріляно. Реабілітований у 1957 році.